# 倪迢雁
倪迢雁（英語：Sianne Ngai，1971年—），美国文化理论家、文学评论家和女权主义学者。2000年至2007年，她担任斯坦福大学英语助理教授，2007年至2011年担任加州大学洛杉矶分校英语副教授，2011年至2017年担任斯坦福大学英语教授。她于2017年秋季加入芝加哥大学任教。倪女士于1993年获得布朗大学学士学位，并于2000年获得哈佛大学博士学位。
倪迢雁出版过《我们的审美范畴：滑稽、可爱、有趣》（2012年）和《丑陋情感》（2005年），均由哈佛大学出版社出版。两本书的部分内容已被翻译成瑞典语、意大利语、德语、斯洛文尼亚语、葡萄牙语、日语和韩语。